# 松沢與七

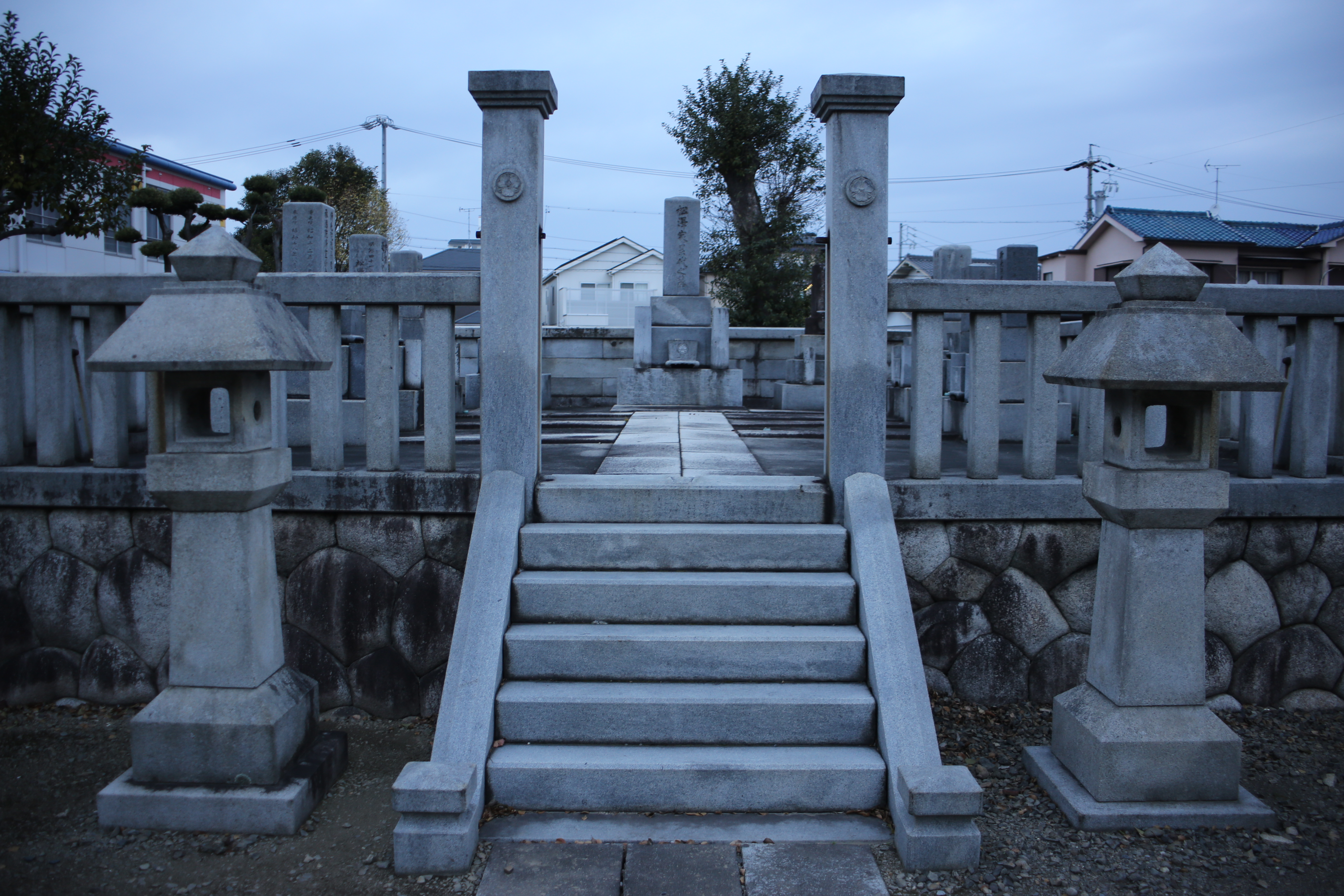
松沢與七の墓（名古屋市西区、2017年11月）

松沢 與七（まつざわ よしち、1836年（天保7年） - 1916年（大正5年））は、尾張国小田井（現在の名古屋市西区）出身の明治時代から大正時代の相場師で、米相場で莫大な富を得た。息子に貴族院議員の松沢清次郎がいる。